# Clephydroneura martini
Clephydroneura martini là một loài ruồi trong họ Asilidae. Clephydroneura martini được Joseph & Parui miêu tả năm 1997. Loài này phân bố ở miền Ấn Độ - Mã Lai.